# Heinrich Walle
Heinrich Gustav Josef Gottfried Walle (* 21. September 1941 in Limburg) ist ein deutscher Marineoffizier (Fregattenkapitän a. D.), Militärhistoriker und Autor.

## Leben
Als Schüler gehörte er dem Bund Neudeutschland an. Ab 1963 war er Marineoffizier. 1979 wurde er bei Michael Salewski an der Rheinischen Friedrich-Wilhelms-Universität Bonn mit der Dissertation Der Einfluss meteorologischer Navigation auf die Entwicklung der deutschen transozeanischen Segelschiffahrt von 1868 bis 1914 zum Dr. phil. promoviert. Ab 1979 arbeitete er im Militärgeschichtlichen Forschungsamt (MGFA). 1994 trat er unter dem Rang eines Fregattenkapitäns in den Ruhestand. Nach seiner Pensionierung studierte er katholische Theologie.
Seit 2001 ist er als Lehrbeauftragter für Didaktik der Geschichte am Historischen Institut der Universität zu Köln tätig. Er ist stellvertretender Chefredakteur der Publikumszeitschrift Militär und Geschichte und Redakteur der Fachzeitschrift MarineForum.
Walle ist seit 1973 Mitglied des Deutschen Maritimen Instituts. Im Jahr 2006 wurde er Vorsitzender des Arbeitskreises Historischer Schiffbau, ferner ist er Mitglied des wissenschaftlichen Beirates der Deutschen Gesellschaft für Schiffahrts- und Marinegeschichte (DGSM) sowie Berater des Deutschen Marinebundes.
Walle veröffentlichte in den Bereichen Militär-, Marine- und Technikgeschichte.

## Auszeichnungen
- 1987: Ben-Gurion-Medaille des israelischen Verteidigungsministeriums
- 1987: Bundesverdienstkreuz am Bande
- 1995: Ehrenkreuz der Bundeswehr in Gold
- 2013: Bundesverdienstkreuz 1. Klasse[5][6]

## Schriften (Auswahl)
- Der Einsatz von Seestreitkräften im Dienst der auswärtigen Politik. Vorträge auf der historisch-taktischen Tagung der Flotte 1981 (= Schriftenreihe des Deutschen Marine-Instituts. Band 3). Hrsg. durch das Deutsche Marine Institut, Mittler, Herford u. a. 1983, ISBN 3-8132-0156-2.
- Der Marine-Offizier als Führer im Gefecht. Vorträge auf der historisch-taktischen Tagung der Flotte 1983 (= Schriftenreihe des Deutschen Marine-Instituts. Band 6). Hrsg. durch das Deutsche Marine Institut, Mittler, Herford u. a. 1984, ISBN 3-8132-0185-6.
- Seefahrt und Geschichte. Hrsg. durch das Deutsche Marine Institut, Mittler, Herford 1986, ISBN 3-8132-0251-8.
- Von der Friedenssicherung zur Friedensgestaltung. Deutsche Streitkräfte im Wandel. Hrsg. vom Militärgeschichtlichen Forschungsamt. Mittler, Herford u. a. 1991, ISBN 3-8132-0373-5.
- Hrsg.: Aufstand des Gewissens. Militärischer Widerstand gegen Hitler und das NS-Regime 1933–1945. Katalog zur Wanderausstellung. Im Auftrag des Militärgeschichtlichen Forschungsamtes. 4. Auflage, Mittler, Berlin u. a. 1994, ISBN 3-8132-0436-7.
- Die Tragödie des Oberleutnants zur See Oskar Kusch. Im Auftrag der Ranke-Gesellschaft und dem Deutschen Marine Institut. Franz Steiner Verlag, Stuttgart 1995, ISBN 3-515-06841-4.
- Hrsg. mit Sigurd Hess, Guntram Schulze-Wegener: Faszination See. 50 Jahre Marine der Bundesrepublik Deutschland. Im Auftrag des Militärgeschichtlichen Forschungsamtes. Mittler, Hamburg u. a. 2005, ISBN 3-8132-0838-9.
- Mit Sigurd Hess, Guntram Schulze-Wegener, Dieter Stockfisch: 50 Jahre Deutsche Marine im Bild. Report Verlag, Bonn 2006, ISBN 978-3-932385-25-4.
- Hrsg.: Fünfzig Jahre Segelschulschiff Gorch Fock. Im Auftrag des Deutschen Marine Instituts. Koehler, Hamburg 2008, ISBN 978-3-7822-0980-9.
- Rahsegler in Deutschland. Von der Seewarte zur Gorch Fock. Mit 44 Tabellen und 19 geographischen Karten (= Kleine Schriftenreihe zur Militär- und Marinegeschichte. Band 17). Winkler, Bochum 2009, ISBN 978-3-89911-117-0.
- Hrsg.: Sicherheit zur See 49. Historisch-Taktische Tagung der Flotte 2009. Winkler, Bochum 2010, ISBN 978-3-89911-140-8.
- Hrsg.: 100 Jahre Marineflieger, 1913 bis 2013. Im Auftrag des Deutschen Maritimen Instituts. Mittler, Hamburg u. a. 2013, ISBN 978-3-8132-0947-1.
- Mit Moritz Brake: 60 Jahre deutsche Marine im Bild. E.S. Mittler & Sohn, Hamburg u. a. 2016, ISBN 978-3-8132-0965-5.
- Hrsg. mit Karl-Theodor Schleicher: Aus Feldpostbriefen junger Christen 1939–1945. Ein Beitrag zur Geschichte der Katholischen Jugend im Felde. Franz Steiner Verlag, Stuttgart 2005, ISBN 3-515-08759-1.[7]
- Mit Robert Volk: Die Entstehung der modernen Schiffsartillerie. Eine technische Voraussetzung für den Navalismus im 19. und 20. Jahrhundert, Friedberg 2023, ISBN 978-3-931874-01-8.